# Lijst van rijksmonumenten in Buren (plaats)
De stad Buren telt 103 inschrijvingen in het rijksmonumentenregister. Hieronder een overzicht.
| Object | Oorspronkelijke functie?  | Bouwjaar                                     | Architect       | Locatie                            | Coördinaten?                  | Nr.?   | Afbeelding                                                                            |
| --- | ------------------------- | -------------------------------------------- | --------------- | ---------------------------------- | ----------------------------- | ------ | ------------------------------------------------------------------------------------- |
| Schuur op stenen onderbouw. Oorspronkelijke spanten en kap in rondhout en bekapt hout | Opslag                    | 19e eeuw                                     |                 | Bergstraat 11                      | 51° 54' 37" NB, 5° 20' 2" OL  | 11299  | Schuur op stenen onderbouw. Oorspronkelijke spanten en kap in rondhout en bekapt hout |
| Houten schuren op stenen onderbouw met pannen-dekking | Opslag                    | 19e eeuw                                     |                 | Bergstraat 12                      | 51° 54' 37" NB, 5° 20' 0" OL  | 11300  | Meer afbeeldingen                                                                     |
| Rechthoekig pand ter breedte van vijf vensterassen, met verdieping en schilddak, waarop hoekschoorstenen | Woonhuis                  | 17e eeuw                                     |                 | Buitenhuizenpoort 12               | 51° 54' 42" NB, 5° 19' 56" OL | 11301  | Meer afbeeldingen                                                                     |
| Kasteel van Buren | Kasteel, buitenplaats     | voor 1298 (bouw) 1804 (gesloopt)             |                 | Emplacement vm kasteel             | 51° 54' 44" NB, 5° 19' 48" OL | 11302  | Meer afbeeldingen                                                                     |
| Pand, onderkelderd en met verdieping, gedekt door een zadeldak tussen topgevels, evenwijdig aan de straat | Woonhuis                  | 16e- of 17e eeuw                             |                 | Herenstraat 7                      | 51° 54' 42" NB, 5° 20' 3" OL  | 11303  | Meer afbeeldingen                                                                     |
| Huis met verdieping en zadeldak, evenwijdig aan de straat. De in een steentje gedateerde lijstgevel heeft een eenvoudige deuromlijsting met pilasters en hoofdgestel, waarin een deur uit de bouwtijd van de gevel en vensters met hardstenen dorpels en zes- en vierruitsramen | Industrie                 | 1854                                         |                 | Herenstraat 9                      | 51° 54' 42" NB, 5° 20' 3" OL  | 11304  | Meer afbeeldingen                                                                     |
| Pand met verdieping en hoog zadeldak, links aansluitend tegen een puntgevel, die afgedekt is door een rollaag. In de gepleisterde voorgevel rechts een flauw getoogde inrijpoort                                                                                                | Opslag                    | 16e eeuw                                     |                 | Herenstraat 11                     | 51° 54' 42" NB, 5° 20' 3" OL  | 11305  | Meer afbeeldingen                                                                     |
| Pand met verdieping, zadeldak, evenwijdig aan de straat en in de gepleisterde lijstgevel ankers | Werk-woonhuis             | mogelijk 16e eeuw (ankers)                   |                 | Herenstraat 13                     | 51° 54' 42" NB, 5° 20' 3" OL  | 11306  | Meer afbeeldingen                                                                     |
| Pakhuis onder dwars zadeldak | Boerderij                 | mogelijk 16e eeuw (woonhuis)                 |                 | Herenstraat 15                     | 51° 54' 42" NB, 5° 20' 4" OL  | 11307  | Meer afbeeldingen                                                                     |
| Pand met verdieping en zadeldak, evenwijdig aan de straat, tussen puntgevels, vroeger trapgevels | Werk-woonhuis             | midden 19e eeuw (karakter)                   |                 | Herenstraat 17                     | 51° 54' 43" NB, 5° 20' 4" OL  | 11308  | Meer afbeeldingen                                                                     |
| Patriciershuis ter breedte van vijf vensterassen met verdieping en dwars schilddak | Woonhuis                  | midden 19e eeuw (deur)                       |                 | Herenstraat 19                     | 51° 54' 43" NB, 5° 20' 4" OL  | 11309  | Meer afbeeldingen                                                                     |
| Koetshuis van het naastgelegen herenhuis | Woonhuis                  |                                              |                 | Herenstraat 21                     | 51° 54' 43" NB, 5° 20' 4" OL  | 11310  | Meer afbeeldingen                                                                     |
| Gepleisterd huis met verdieping | Werk-woonhuis             | 16e of 17e eeuw (oorsprong)                  |                 | Herenstraat 2                      | 51° 54' 41" NB, 5° 20' 3" OL  | 11311  | Meer afbeeldingen                                                                     |
| Pand met verdieping en half zadeldak, hoekhuis met gevel | Werk-woonhuis             | 16e of 17e eeuw                              |                 | Herenstraat 8                      | 51° 54' 42" NB, 5° 20' 5" OL  | 11312  | Meer afbeeldingen                                                                     |
| Pand met verdieping en zadeldak tussen puntgevels, evenwijdig aan de straat | Werk-woonhuis             | tweede helft 18e eeuw                        |                 | Herenstraat 10                     | 51° 54' 42" NB, 5° 20' 5" OL  | 11313  | Meer afbeeldingen                                                                     |
| Pand ter breedte van vier vensterassen met verdieping en zadeldak, evenwijdig aan de straat | Woonhuis                  | 1644                                         |                 | Herenstraat 12                     | 51° 54' 42" NB, 5° 20' 5" OL  | 11314  | Meer afbeeldingen                                                                     |
| Smal pand met verdieping en hoog zadeldak | Werk-woonhuis             | waarschijnlijk 16e eeuw (oorsprong)          |                 | Herenstraat 14                     | 51° 54' 43" NB, 5° 20' 5" OL  | 11315  | Meer afbeeldingen                                                                     |
| Pand met verdieping en zadeldak, evenwijdig aan de straat tussen topgevels | Werk-woonhuis             | 16e eeuw                                     |                 | Kerkstraat 1                       | 51° 54' 40" NB, 5° 20' 5" OL  | 11316  | Meer afbeeldingen                                                                     |
| Klein dwarshuis onder zadeldak, evenwijdig aan de straat, met links een puntgevel, waarop schoorsteen | Woonhuis                  | 16e eeuw                                     |                 | Kerkstraat 2                       | 51° 54' 41" NB, 5° 20' 5" OL  | 11317  | Meer afbeeldingen                                                                     |
| Klein, rechts onderkelderd dwarshuisje onder zadeldak | Woonhuis                  | 17e eeuw                                     |                 | Kerkstraat 5                       | 51° 54' 41" NB, 5° 20' 6" OL  | 11318  | Meer afbeeldingen                                                                     |
| Klein dwarshuis onder zadeldak tussen puntgevels | Woonhuis                  | mogelijk 16e of 17e eeuw                     |                 | Kerkstraat 5                       | 51° 54' 42" NB, 5° 20' 5" OL  | 11319  | Meer afbeeldingen                                                                     |
| Dwarshuis, 16e-eeuws onder zadeldak, dat rechts aansluit tegen een trapgevel met ezelsrugafdekkingen en rookkanaal in de as | Werk-woonhuis             | 16e eeuw                                     |                 | Kerkstraat 3                       | 51° 54' 41" NB, 5° 20' 6" OL  | 11320  | Meer afbeeldingen                                                                     |
| Dwarshuis onder zadeldak | Woonhuis                  | 16e of 17e eeuw                              |                 | Kerkstraat 5                       | 51° 54' 41" NB, 5° 20' 6" OL  | 11321  | Meer afbeeldingen                                                                     |
| Klein dwarshuis onder zadeldak | Appartementengebouw       | 16e of 17e eeuw                              |                 | Kerkstraat 5                       | 51° 54' 42" NB, 5° 20' 5" OL  | 11322  | Meer afbeeldingen                                                                     |
| Klein dwarshuis, onder zadeldak | Werk-woonhuis             | 16e of 17e eeuw                              |                 | Kerkstraat 6                       | 51° 54' 42" NB, 5° 20' 5" OL  | 11324  | Meer afbeeldingen                                                                     |
| Gepleisterde boerderij met dwars woongedeelte onder rieten zadeldak tussen puntgevels | Boerderij                 | mogelijk 17e eeuw                            |                 | Kornedijk 6                        | 51° 54' 35" NB, 5° 19' 33" OL | 11325  | Meer afbeeldingen                                                                     |
| Raadhuis | Welzijn, kunst en cultuur | 16e eeuw                                     |                 | Markt 1                            | 51° 54' 40" NB, 5° 20' 2" OL  | 11326  | Meer afbeeldingen                                                                     |
| Links naast het stadhuis een pand | Woonhuis                  | eerste helft 19e eeuw                        |                 | Markt 1                            | 51° 54' 40" NB, 5° 20' 2" OL  | 11327  | Meer afbeeldingen                                                                     |
| Stadspomp | Pomp                      | 1732                                         |                 | Markt                              | 51° 54' 41" NB, 5° 20' 3" OL  | 11328  | Meer afbeeldingen                                                                     |
| Sint-Lambertuskerk | Kerk en kerkonderdeel     | 14e eeuw (kapel) 15e eeuw (uitbr.)           |                 | Markt 4                            | 51° 54' 41" NB, 5° 20' 4" OL  | 11329  | Meer afbeeldingen                                                                     |
| Kerktoren Sint-Lambertuskerk | Kerk en kerkonderdeel     | kort na 1395                                 |                 | Markt 5                            | 51° 54' 41" NB, 5° 20' 3" OL  | 11330  | Meer afbeeldingen                                                                     |
| Stadswaag | Handel en kantoor         | vroeg 19e eeuw                               |                 | Markt bij 2                        | 51° 54' 41" NB, 5° 20' 3" OL  | 11331  | Meer afbeeldingen                                                                     |
| Boerderij met grotendeels gepleisterd dwars woonhuis onder pannen zadeldak tussen puntgevels met vlechtingen. Geheel onderkelderd. Stal onder pannen wolfdak | Boerderij                 | 18e eeuw                                     |                 | Molenwal 5                         | 51° 54' 47" NB, 5° 20' 7" OL  | 11332  | Meer afbeeldingen                                                                     |
| De Prins van Oranje | Industrie- en poldermolen | 1716                                         |                 | Molenwal 7                         | 51° 54' 48" NB, 5° 20' 7" OL  | 11333  | Meer afbeeldingen                                                                     |
| Pand met verdieping en zadeldak, evenwijdig aan de straat. Gebouwd op de stadsmuur | Woonhuis                  | Late middeleeuwen                            |                 | Kniphoek 2                         | 51° 54' 41" NB, 5° 19' 59" OL | 11334  | Meer afbeeldingen                                                                     |
| Pand met verdieping en hoog zadeldak links tegen een trapgevel, evenwijdig aan de straat. Gebouwd op de stadsmuur | Woonhuis                  | Late middeleeuwen                            |                 | Kniphoek 4                         | 51° 54' 41" NB, 5° 19' 59" OL | 11335  | Meer afbeeldingen                                                                     |
| Pand met verdieping en zadeldak, evenwijdig aan de straat | Woonhuis                  | vermoedelijk 17e eeuw                        |                 | Kniphoek bij 4                     | 51° 54' 41" NB, 5° 19' 59" OL | 11336  | Meer afbeeldingen                                                                     |
| Pand met verdieping met afbraaksteen op de stadsmuur gebouwd | Woonhuis                  | mogelijk 17e eeuw                            |                 | Kniphoek 6                         | 51° 54' 40" NB, 5° 19' 58" OL | 11337  | Meer afbeeldingen                                                                     |
| Klein dwarshuis onder pannen zadeldak, gebouwd op de stadsmuur met sloopmateriaal | Woonhuis                  | mogelijk 17e eeuw                            |                 | Kniphoek 8                         | 51° 54' 40" NB, 5° 19' 58" OL | 11338  | Meer afbeeldingen                                                                     |
| Dwarshuis onder zadeldak, evenwijdig aan de straat, gebouwd op de stadsmuur met secundair verwerkt materiaal | Werk-woonhuis             | mogelijk 17e eeuw                            |                 | Kniphoek bij 8                     | 51° 54' 40" NB, 5° 19' 58" OL | 11339  | Meer afbeeldingen                                                                     |
| Dwarshuis onder zadeldak | Werk-woonhuis             | mogelijk 17e eeuw                            |                 | Kniphoek 10                        | 51° 54' 40" NB, 5° 19' 58" OL | 11340  | Meer afbeeldingen                                                                     |
| Dwarshuis met zadeldak, vermoedelijk met sloopsteen gebouwd op de stadsmuur | Werk-woonhuis             | vermoedelijk 17e eeuw                        |                 | Kniphoek bij 10                    | 51° 54' 40" NB, 5° 19' 58" OL | 11341  | Meer afbeeldingen                                                                     |
| Dwarshuis met zadeldak, vermoedelijk met sloopsteen gebouwd op de stadsmuur | Werk-woonhuis             | vermoedelijk 17e eeuw                        |                 | Kniphoek 12                        | 51° 54' 40" NB, 5° 19' 57" OL | 11342  | Meer afbeeldingen                                                                     |
| Dwarshuis met zadeldak, vermoedelijk met sloopsteen gebouwd op de stadsmuur | Werk-woonhuis             | vermoedelijk 17e eeuw                        |                 | Kniphoek bij 12                    | 51° 54' 40" NB, 5° 19' 57" OL | 11343  | Meer afbeeldingen                                                                     |
| Dwarshuis met zadeldak, vermoedelijk met sloopsteen gebouwd op de stadsmuur | Werk-woonhuis             | vermoedelijk 17e eeuw                        |                 | Kniphoek 14                        | 51° 54' 39" NB, 5° 19' 57" OL | 11344  | Meer afbeeldingen                                                                     |
| Synagoge | Kerk en kerkonderdeel     | 1804 (ingericht)                             |                 | Kniphoek 14                        | 51° 54' 39" NB, 5° 19' 57" OL | 11345  | Meer afbeeldingen                                                                     |
| Dwarshuis met zadeldak, vermoedelijk met sloopsteen gebouwd op de stadsmuur | Woonhuis                  | vermoedelijk 17e eeuw                        |                 | Kniphoek bij 16                    | 51° 54' 39" NB, 5° 19' 57" OL | 11346  | Meer afbeeldingen                                                                     |
| Dwarshuis met zadeldak, vermoedelijk gebouwd op de stadsmuur | Woonhuis                  | vermoedelijk 18e eeuw                        |                 | Kniphoek 18                        | 51° 54' 38" NB, 5° 19' 56" OL | 11347  | Meer afbeeldingen                                                                     |
| Dwarshuis met zadeldak, vermoedelijk gebouwd op de stadsmuur | Woonhuis                  | vermoedelijk 18e eeuw                        |                 | Kniphoek bij 18                    | 51° 54' 38" NB, 5° 19' 56" OL | 11348  | Meer afbeeldingen                                                                     |
| Dwarshuis met zadeldak, vermoedelijk gebouwd op de stadsmuur | Woonhuis                  | vermoedelijk 18e eeuw                        |                 | Kniphoek bij 18                    | 51° 54' 38" NB, 5° 19' 56" OL | 11349  | Meer afbeeldingen                                                                     |
| Dwarshuis met zadeldak, vermoedelijk gebouwd op de stadsmuur | Woonhuis                  | vermoedelijk 18e eeuw                        |                 | Kniphoek 20                        | 51° 54' 38" NB, 5° 19' 56" OL | 11350  | Meer afbeeldingen                                                                     |
| Dwarshuis met zadeldak, vermoedelijk gebouwd op de stadsmuur | Woonhuis                  | vermoedelijk 18e of de eerste helft 19e eeuw |                 | Kniphoek bij 20                    | 51° 54' 38" NB, 5° 19' 56" OL | 11351  | Meer afbeeldingen                                                                     |
| Naast de kerk staand, gerend pand met verdieping en zadeldak | Woonhuis                  | 16e of 17e eeuw                              |                 | Peperstraat 1                      | 51° 54' 40" NB, 5° 20' 3" OL  | 11352  | Meer afbeeldingen                                                                     |
| Pand met verdieping en zadeldak tussen puntgevels | Woonhuis                  | waarschijnlijk 16e eeuw                      |                 | Peperstraat 3                      | 51° 54' 40" NB, 5° 20' 3" OL  | 11353  | Meer afbeeldingen                                                                     |
| Pand met verdieping onder zadeldak, evenwijdig aan de straat | Werk-woonhuis             | eerste kwart 19e eeuw (deur)                 |                 | Peperstraat 5                      | 51° 54' 40" NB, 5° 20' 4" OL  | 11354  | Meer afbeeldingen                                                                     |
| Pand met verdieping en hoog zadeldak tussen puntgevels, evenwijdig aan de straat | Appartementengebouw       | 16e of 17e eeuw                              |                 | Peperstraat 7                      | 51° 54' 40" NB, 5° 20' 4" OL  | 11355  | Meer afbeeldingen                                                                     |
| Pand onder schilddak dat achter aansluit tegen een puntgevel met rollaag tussen de bergstraat en de kerkstraat | Werk-woonhuis             | 16e of 17e eeuw                              |                 | Peperstraat 9                      | 51° 54' 40" NB, 5° 20' 5" OL  | 11356  | Meer afbeeldingen                                                                     |
| Gepleisterd dwarshuis onder zadeldak | Woonhuis                  | vermoedelijk 18e eeuw                        |                 | Peperstraat 13                     | 51° 54' 40" NB, 5° 20' 5" OL  | 11357  | Meer afbeeldingen                                                                     |
| Rechts onderkelderd huis van parterre, verdieping en hoog zadeldak, evenwijdig aan de straat | Werk-woonhuis             | 19e eeuw (karakter)                          |                 | Peperstraat 15                     | 51° 54' 39" NB, 5° 20' 6" OL  | 11358  | Meer afbeeldingen                                                                     |
| Pand met verdieping, lage zolderverdieping en hoog zadeldak met links een puntgevel, die waarschijnlijk oorspronkelijk trappen heeft bezeten | Woonhuis                  | 17e eeuw                                     |                 | Peperstraat 17                     | 51° 54' 39" NB, 5° 20' 6" OL  | 11359  | Meer afbeeldingen                                                                     |
| Pand met verdieping en hoog zadeldak tussen puntgevels | Werk-woonhuis             | midden 19e eeuw                              |                 | Peperstraat 19                     | 51° 54' 39" NB, 5° 20' 6" OL  | 11360  | Meer afbeeldingen                                                                     |
| Pand onder zadeldak, evenwijdig aan de straat en met verdieping | Werk-woonhuis             | midden 19e eeuw                              |                 | Peperstraat 21                     | 51° 54' 39" NB, 5° 20' 7" OL  | 11361  | Meer afbeeldingen                                                                     |
| Pand met verdieping en zadeldak en een gevel van 19e-eeuws karakter | Werk-woonhuis             | 19e eeuw                                     |                 | Peperstraat 23                     | 51° 54' 39" NB, 5° 20' 7" OL  | 11362  | Meer afbeeldingen                                                                     |
| Gepleisterd pand op de hoek van de weeshuiswal | Woonhuis                  | 16e eeuw                                     |                 | Peperstraat 25                     | 51° 54' 39" NB, 5° 20' 7" OL  | 11363  | Meer afbeeldingen                                                                     |
| Breed pand met verdieping en zadeldak, aan de bergstraatzijde een puntgevel met schoorsteenkanaal in de as en twee oude vensterkozijnen met luiken in de top bezit | Woonhuis                  | 16e eeuw                                     |                 | Peperstraat 8                      | 51° 54' 39" NB, 5° 20' 3" OL  | 11364  | Meer afbeeldingen                                                                     |
| Pand op de hoek van de Bergstraat | Werk-woonhuis             | laat 16e eeuw                                |                 | Peperstraat 10                     | 51° 54' 39" NB, 5° 20' 4" OL  | 11365  | Meer afbeeldingen                                                                     |
| Pand met verdieping en zadeldak, oorspronkelijk behorend bij nr. 10 | Appartementengebouw       | laat 16e eeuw                                |                 | Peperstraat 12                     | 51° 54' 39" NB, 5° 20' 4" OL  | 11366  | Meer afbeeldingen                                                                     |
| Pand ter breedte van drie vensterassen met verdieping en hoog zadeldak tussen puntgevels met vlechtingen | Werk-woonhuis             | waarschijnlijk 17e eeuw                      |                 | Peperstraat 14                     | 51° 54' 39" NB, 5° 20' 5" OL  | 11367  | Meer afbeeldingen                                                                     |
| Pand met verdieping en zadeldak, evenwijdig aan de straat | Werk-woonhuis             |                                              |                 | Peperstraat 20                     | 51° 54' 39" NB, 5° 20' 5" OL  | 11368  | Meer afbeeldingen                                                                     |
| Herenhuis op de hoek van de kornewal op geknikte plattegrond | Woonhuis                  |                                              |                 | Peperstraat 24                     | 51° 54' 38" NB, 5° 20' 6" OL  | 11369  | Meer afbeeldingen                                                                     |
| Pand met verdieping en zadeldak tussen puntgevels, evenwijdig aan de straat | Werk-woonhuis             | 16e eeuw                                     |                 | Rodeheldenstraat 1                 | 51° 54' 40" NB, 5° 20' 2" OL  | 11370  | Meer afbeeldingen                                                                     |
| Gepleisterd pand met verdieping en lijstgevel | Woonhuis                  | derde kwart 19e eeuw                         |                 | Rodeheldenstraat 7                 | 51° 54' 39" NB, 5° 20' 1" OL  | 11371  | Meer afbeeldingen                                                                     |
| Dwarshuis | Boerderij                 | waarschijnlijk 17e eeuw                      |                 | Rodeheldenstraat 15                | 51° 54' 38" NB, 5° 20' 0" OL  | 11372  | Meer afbeeldingen                                                                     |
| Pand met verdieping en zadeldak tussen topgevels | Appartementengebouw       | eerste helft 17e eeuw                        |                 | Rodeheldenstraat 20                | 51° 54' 39" NB, 5° 19' 59" OL | 11373  | Meer afbeeldingen                                                                     |
| Koetshuis van rode Heldenstraat 25, onder doorlopend schilddak met nr 25 | Bijgebouwen kastelen enz. |                                              |                 | Rodeheldenstraat 23                | 51° 54' 37" NB, 5° 19' 59" OL | 11374  | Meer afbeeldingen                                                                     |
| Herenhuis op de hoek van de kornewal met verdieping en schilddak | Dienstwoning              | midden 19e eeuw                              |                 | Rodeheldenstraat 25                | 51° 54' 37" NB, 5° 19' 59" OL | 11375  | Meer afbeeldingen                                                                     |
| Herenhuis op de hoek van de jodenkerkstraat met verdieping en omlopend, gewijzigd schilddak | Woonhuis                  | midden 19e eeuw                              |                 | Rodeheldenstraat 24                | 51° 54' 38" NB, 5° 19' 59" OL | 11376  | Meer afbeeldingen                                                                     |
| Pand met verdieping en zadeldak, evenwijdig aan de straat, tussen puntgevels | Woonhuis                  | 1644 (ankers)                                |                 | Rodeheldenstraat 28                | 51° 54' 38" NB, 5° 19' 58" OL | 11377  | Meer afbeeldingen                                                                     |
| Pand op de hoek van de rode heldenstraat met verdieping en zadeldak, evenwijdig aan de voorstraat, dat links aansluit tegen een puntgevel | Werk-woonhuis             | 16e of 17e eeuw                              |                 | Voorstraat 1                       | 51° 54' 40" NB, 5° 20' 1" OL  | 11378  | Meer afbeeldingen                                                                     |
| Pand met verdieping en zadeldak tussen topgevels, evenwijdig aan de straat | Werk-woonhuis             | 1633                                         |                 | Voorstraat 3                       | 51° 54' 40" NB, 5° 20' 1" OL  | 11379  | Meer afbeeldingen                                                                     |
| Pand met verdieping en hoog zadeldak, evenwijdig aan de straat, tussen trapgevels | Nijverheid                | 17e eeuw                                     |                 | Voorstraat 5                       | 51° 54' 41" NB, 5° 20' 1" OL  | 11380  | Meer afbeeldingen                                                                     |
| Dwarshuis met lage verdieping en zadeldak | Woonhuis                  | 16e of 17e eeuw                              |                 | Voorstraat 4                       | 51° 54' 41" NB, 5° 20' 1" OL  | 11381  | Dwarshuis met lage verdieping en zadeldak                                             |
| Pand met een zadeldak, evenwijdig aan de straat, tussen puntgevels | Woonhuis                  | 17e eeuw                                     |                 | Voorstraat 6                       | 51° 54' 41" NB, 5° 20' 1" OL  | 11382  | Pand met een zadeldak, evenwijdig aan de straat, tussen puntgevels                    |
| "De Swaen" | Werk-woonhuis             | waarschijnlijk 17e eeuw                      |                 | Voorstraat 10                      | 51° 54' 41" NB, 5° 20' 1" OL  | 11383  | "De Swaen"                                                                            |
| Woning onder een zadeldak met het buurpand nr 6 | Appartementengebouw       | midden 19e eeuw                              |                 | Weeshuiswal 5                      | 51° 54' 40" NB, 5° 20' 9" OL  | 11384  | Meer afbeeldingen                                                                     |
| Pakhuis met voorgevel getoogde vensters | Opslag                    | midden 19e eeuw                              |                 | Weeshuiswal 4                      | 51° 54' 40" NB, 5° 20' 9" OL  | 11385  | Meer afbeeldingen                                                                     |
| Woning onder een zadeldak met het buurpand | Woonhuis                  | midden 19e eeuw                              |                 | Weeshuiswal 6                      | 51° 54' 40" NB, 5° 20' 9" OL  | 11386  | Meer afbeeldingen                                                                     |
| Pand met verdieping en zadeldak | Boerderij                 | derde kwart 19e eeuw                         |                 | Weeshuiswal 8                      | 51° 54' 41" NB, 5° 20' 10" OL | 11387  | Meer afbeeldingen                                                                     |
| Weeshuis | Weeshuis                  | 1612                                         |                 | Weeshuiswal 9                      | 51° 54' 43" NB, 5° 20' 12" OL | 11388  | Meer afbeeldingen                                                                     |
| Pand met verdieping en zadeldak, evenwijdig aan de straat, tussen puntgevels met vlechtingen | Werk-woonhuis             | late middeleeuwen                            |                 | Zoetendaal 1                       | 51° 54' 44" NB, 5° 20' 6" OL  | 11389  | Meer afbeeldingen                                                                     |
| Breed woonhuis met verdieping en verminkt zadeldak tussen puntgevels | Werk-woonhuis             | 16e eeuw (oorsprong)                         |                 | Zoetendaal 3                       | 51° 54' 45" NB, 5° 20' 7" OL  | 11390  | Meer afbeeldingen                                                                     |
| Rechts van de Culemborgse poort | Woonhuis                  |                                              |                 | Achter Bonenburg 1                 | 51° 54' 42" NB, 5° 20' 0" OL  | 21296  | Meer afbeeldingen                                                                     |
| Culemburgse poort | Fort, vesting en -onderdl | waarschijnlijk ca. 1400                      |                 | Culemborgse Poort                  | 51° 54' 41" NB, 5° 19' 59" OL | 471019 | Meer afbeeldingen                                                                     |
| Wal Culemburgse poort (molenbastion) | Omwalling                 |                                              |                 | Wal Culemborgse Poort/Molenbastion | 51° 54' 45" NB, 5° 20' 2" OL  | 471020 | Meer afbeeldingen                                                                     |
| Molenbastion afgevlakt vol bastion met voorgelegen gracht | Fort, vesting en -onderdl |                                              |                 | Molenbastion                       | 51° 54' 48" NB, 5° 20' 7" OL  | 471021 | Molenbastion afgevlakt vol bastion met voorgelegen gracht                             |
| Molenbastion - Keelaffpoort | Omwalling                 |                                              |                 | Wal Molenbastion/Keelaffpoort      | 51° 54' 45" NB, 5° 20' 2" OL  | 471022 | Upload foto                                                                           |
| Keelaff Poortdoorgang in de omwalling met restanten van het vroegere poortgebouw en voorgelegen gedempt grachtdeel | Fort, vesting en -onderdl |                                              |                 | Keelaff poort                      | 51° 54' 43" NB, 5° 20' 2" OL  | 471023 | Upload foto                                                                           |
| Wal Keelaff Poort - Tielse Poort met Bagijnepoortje | Omwalling                 |                                              |                 | Wal Keelaff Poort/Tielse Poort     | 51° 54' 43" NB, 5° 20' 1" OL  | 471024 | Wal Keelaff Poort - Tielse Poort met Bagijnepoortje                                   |
| Tielse Poort | Omwalling                 |                                              |                 | Tielse poort                       | 51° 54' 38" NB, 5° 20' 7" OL  | 471025 | Tielse Poort                                                                          |
| Wal Tielse Poort - Cokx Poort | Omwalling                 |                                              |                 | Wal Tielse Poort/Cokxpoort         | 51° 54' 36" NB, 5° 19' 57" OL | 471026 | Wal Tielse Poort - Cokx Poort                                                         |
| De Heuf | Boerderij                 | 1857                                         |                 | Tielseweg 1                        | 51° 54' 38" NB, 5° 20' 14" OL | 523102 | De Heuf                                                                               |
| De Heuf, vrijstaande schuur | Boerderij                 | 1904                                         |                 | Tielseweg bij 1                    | 51° 54' 38" NB, 5° 20' 14" OL | 523103 | De Heuf, vrijstaande schuur                                                           |
| Sint-Gregoriuskerk | Kerk en kerkonderdeel     | 1886                                         | Gerard te Riele | Kornedijk 3                        | 51° 54' 39" NB, 5° 19' 41" OL | 523119 | Meer afbeeldingen                                                                     |

## Voormalig rijksmonument
| Object                          | Oorspronkelijke functie?  | Bouwjaar | Architect | Locatie | Coördinaten?                  | Nr.?  | Afbeelding        |
| ------------------------------- | ------------------------- | -------- | --------- | ------- | ----------------------------- | ----- | ----------------- |
| De Culemborgerse of Huizerpoort | Fort, vesting en -onderdl |          |           |         | 51° 54' 41" NB, 5° 19' 59" OL | 18175 | Meer afbeeldingen |